# くろわっ
くろわっ(1959年2月10日 - )は、ぼくたちと駐在さんの700日戦争（ぼくちゅう）を執筆している人気ブロガー。同タイトル映画原作者。書籍版、原作者としては「ママチャリ」のペンネームとなっている。男性。
山形県白鷹町生まれ。山形県立荒砥高等学校出身。2003年にGooブログで『エスティマ日和』の原型となるエッセイブログ『CGブログ』を開始。地道に人気が出始め、2005年3月に『ぼくたちと駐在さんの700日戦争』をカテゴリーのひとつとして連載を始める。理由は「ネタがなくなったので連載小説なら（記事数を）かせげると思った」から。たちまち、コピペサイトなどで人気が出始め、同年7月にFC2ブログで独立。ブログランキングのコメディ部門、小説部門で不動の1位となり、これを米国で読んでいた日本人ファンが英訳し、米国のランキングサイトのコメディ部門で1位になる。
2007年には、高陵社書店により単行本化。週間売上ランキング入りし、これをフジテレビの『めざましテレビ』で特集されていっきにブレイク。2008年には、市原隼人主演で映画化された。
執筆しているブログは他に、「エスティマ日和」や「めおとチャット」がある。また、FC2小説にて「5年3組（株）」を連載し1位となった。

## 書籍

### 単行本
- ぼくたちと駐在さんの700日戦争1〜27（高陵社書店）
- エスティマ日和（無双社）

### 文庫
- ぼくたちと駐在さんの700日戦争1〜26（小学館文庫）

### コミック
- ぼくたちと駐在さんの700日戦争（小学館コミック）